# Trimalaconothrus glaber
Trimalaconothrus glaber är en kvalsterart som först beskrevs av Michael 1888.  Trimalaconothrus glaber ingår i släktet Trimalaconothrus och familjen Malaconothridae.

## Underarter
Arten delas in i följande underarter:
- T. g. glaber
- T. g. javensis